# Stereocidaris nascaensis
Stereocidaris nascaensis is een zee-egel uit de familie Cidaridae.
De wetenschappelijke naam van de soort werd in 1967 gepubliceerd door Allison, Durham & Mintz.